# Nomophila colombiana
Nomophila colombiana is een vlinder uit de familie van de grasmotten (Crambidae). De wetenschappelijke naam van deze soort is voor het eerst voorgesteld door Eugene Gordon Munroe in een publicatie uit 1973.
De soort komt voor in Colombia.